# Ichthyophthiriidae
Famille
Les Ichthyophthiriidae sont une famille de Ciliés de la classe des Oligohymenophorea et de l’ordre des Hymenostomatida.

## Étymologie
Le nom de la famille vient du genre type Ichthyophthirius, formé du préfixe grec ιχθυο / ichthyo, « poisson », et du suffixe issu du grec ancien φθείρω / ftheíro, « détruire, altérer », qui a donné le mot φθείρ / ftheír, « pou, vermine », littéralement « pou du poisson », en référence à la « maladie des points blancs » ou Ichtyophthiriose, que provoque cet organisme chez certains poissons d'eau douce, notamment les Molly, très fréquemment élevés dans les aquariums domestiques.

## Description
Cycle de vie
Le cycle de vie de l’Ichthyophthirius multifiliis se déroule en quatre étapes successives :
1. theronte, issu d'un tomonte externe, il envahit l'épithélium de son hôte et se transforme en trophonte,
2. trophonte, qui est le stade adulte,
3. tomonte, qui se transforme en tomocyste lequel génère des tomites enkystés,
4. tomites, libérés du kyste lorsque ce dernier s'ouvre.

Les stade 1 et 2 sont parasitaires, les 2 et 4 sont des stade libres, c'est-à-dire externe à l'hôte parasité.
Morphologie
Les Ichthyophthiriidae ont une taille petite à grande Leur forme est variable, avec le théronte semblable au genre Tetrahymena (famille des Tetrahymenidae), ovoïde allongé, et avec le tomonte enkysté, sphérique. Ils nagent librement, mais il se déplacent dans les tissus épithéliaux pendant la phase parasitaire. Leur ciliation somatique est holotriche (c. à d. uniforme), dense ; des cils caudaux sont présents au stade théronte. Leurs structures buccales sont peu visibles, avec un appareil buccal à microstome de type Tetrahymena sur le devant et une ciliature buccale réduite dans le trophonte. Leur reproduction se fait par palintomie dans un kyste loin du poisson hôte, produisant jusqu'à 2 000 tomites. Leur macronoyau est globulaire à réniforme. Leur micronoyau, peut être multiple. Il peut y avoir de multiples vacuoles contractiles. Le cytoprocte n’a pas été observé. Ils se nourrissant des cellules et des fluides corporels de leurs hôtes.

## Distribution
Les Ichthyophthiriidae vivent dans des habitats d'eau douce, largement répandus, avec des trophontes envahissant les tissus épithéliaux des branchies et du tégument des poissons, provoquant la maladie des points blancs.

## Liste des genres
Selon GBIF (2 novembre 2023) :
- Cryptocaryon
- Ichthyophthirioides Roque & de Puytorac, 1966
- Ichthyophthirius Fouquet, 1876 genre type nomen conservandum
  - Genres synonymes : Chromatophagus, Ichthyophthirioides.
  - Espèce type : Ichthyophthirius multifiliis Fouquet, 1876

## Systématique
Le nom correct de ce taxon est Ichthyophthiriidae Kent, 1881.